# Piet Mondrian
Piet Mondrian, egentligen Pieter Cornelis Mondriaan, född 7 mars 1872 i Amersfoort, Nederländerna, död 1 februari 1944 i New York, USA, var en nederländsk konstnär.

## Biografi
Mondrian är sannolikt mest känd för sina Kompositioner, målningar som består av stränga geometriska former och grundfärger.
Mondrians betydelse ligger i utvecklingen av en "ren" abstrakt konst – han kallade den neoplasticism – där former, linjer och färger har sina egna absoluta, självständiga värden och inbördes förhållanden, helt och hållet befriade från en beskrivande roll. 
Han var en betydande banbrytare för den abstrakta konsten. Hans måleri var ursprungligen realistiskt, för att sedan bli symboliskt när han kom i kontakt med teosofin. I Paris kom han 1912 i kontakt med kubismen och utvecklade ett helt abstrakt måleri. Han ville skildra den rena verklighet som han uppfattade som något universellt, som bara kunde uttryckas med hjälp av räta linjer och grundfärgerna rött, blått och gult jämte svart och vitt.
Tillsammans med bland andra Theo van Doesburg bildade han 1917 gruppen de Stijl, som företrädde en antiindividualistisk och antiexpressionistisk tendens och eftersträvade objektivitet. 
År 1937 beslagtogs fyra målningar av Piet Mondrian på tyska museer. Två av dessa visades på den avsiktligt nedvärderande, nazistiska utställningen Entartete Kunst i München samma år. En av dem som visades, Farbige Aufteilung, finns sedan 1945 på Niedersächsisches Landesmuseum i Hannover. En av dem som inte visades, Schilderij No. 1, finns sedan 1952 på Philadelphia Museum of Art. De två övriga målningarnas öde beskrivs som "okänt".
Mondrian flyttade 1940 till USA och skapade där abstrakta kompositioner, som reflekterar storstaden New York samt jazzmusikens puls och rytm.

## Eftermäle
Asteroiden 15468 Mondriaan är uppkallad efter honom.

## Galleri

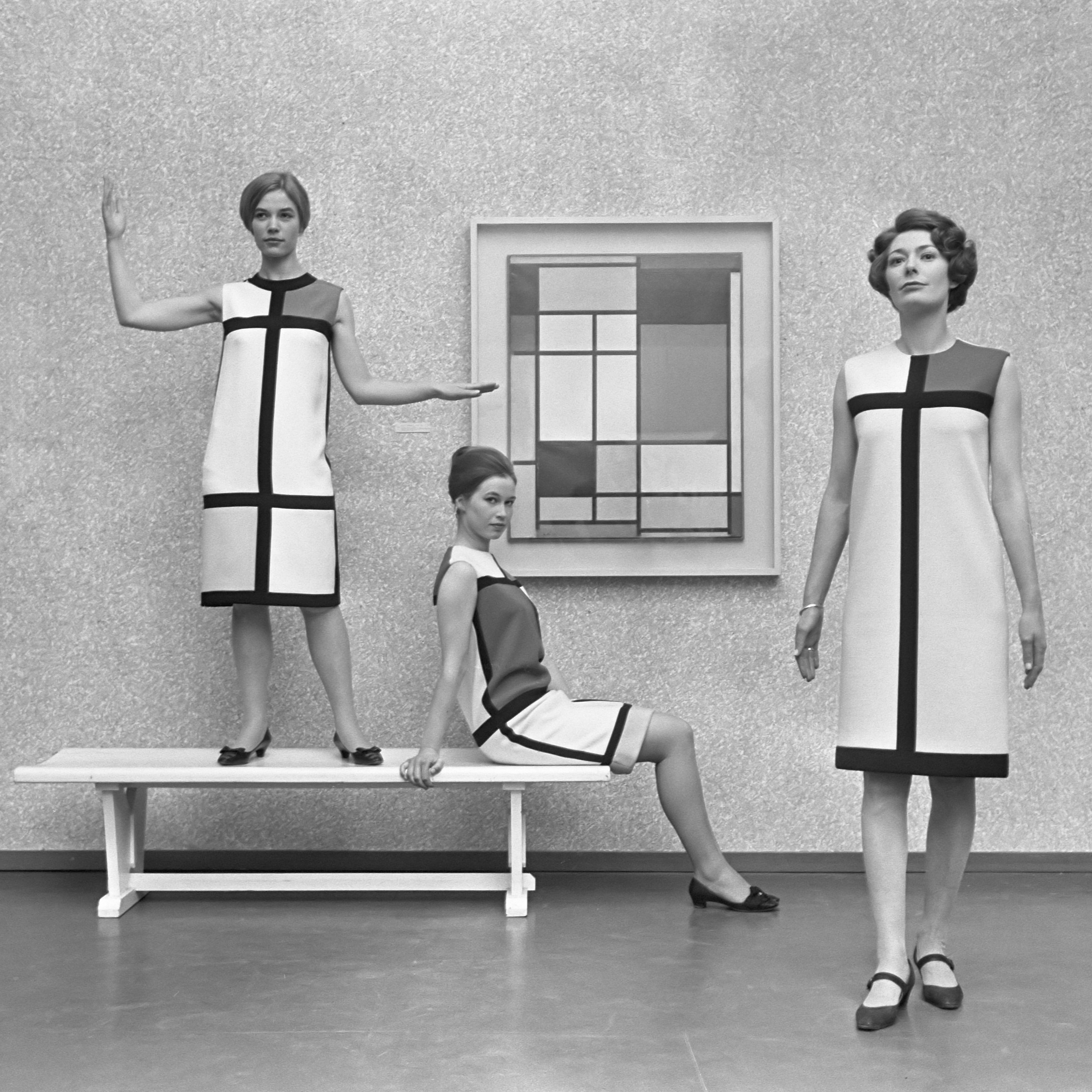
Klänningar med Mondrianmotiv av Yves Saint-Laurent, 1966.
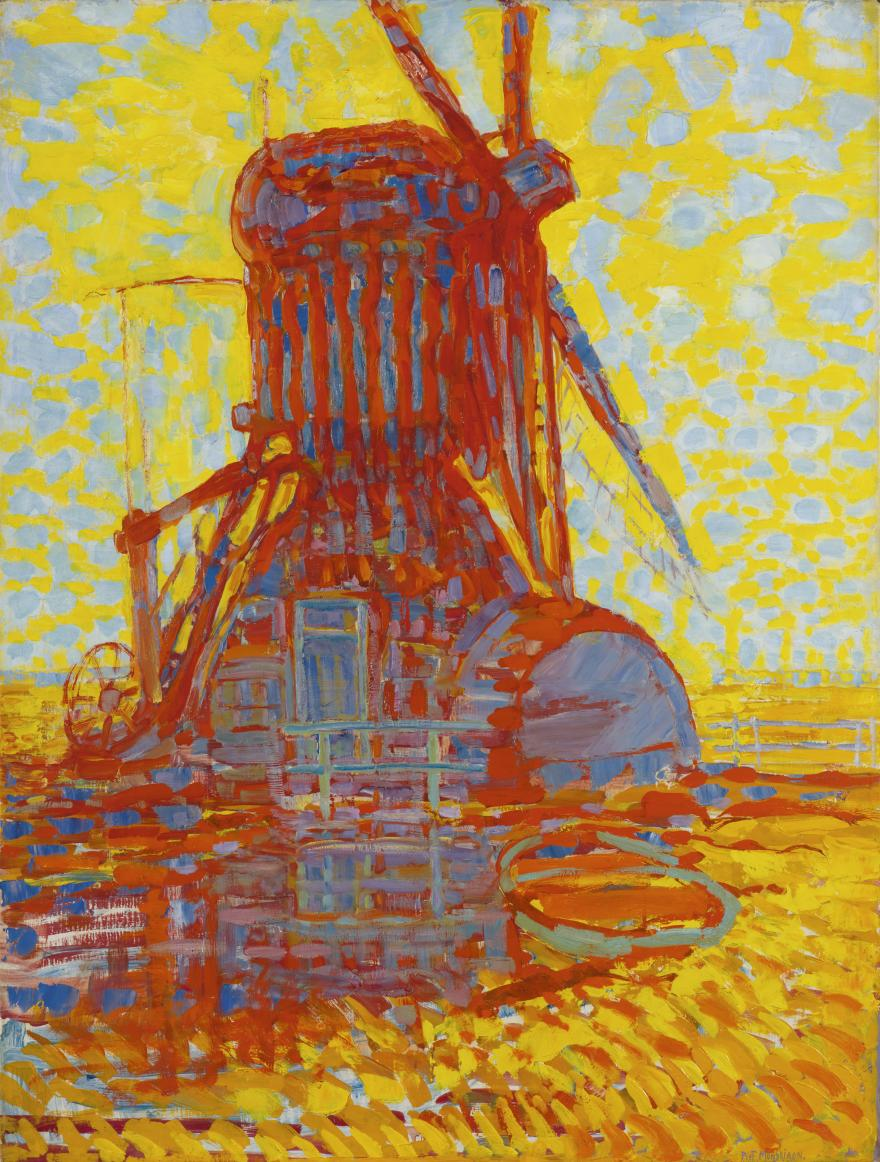
Kvarn, 1908.
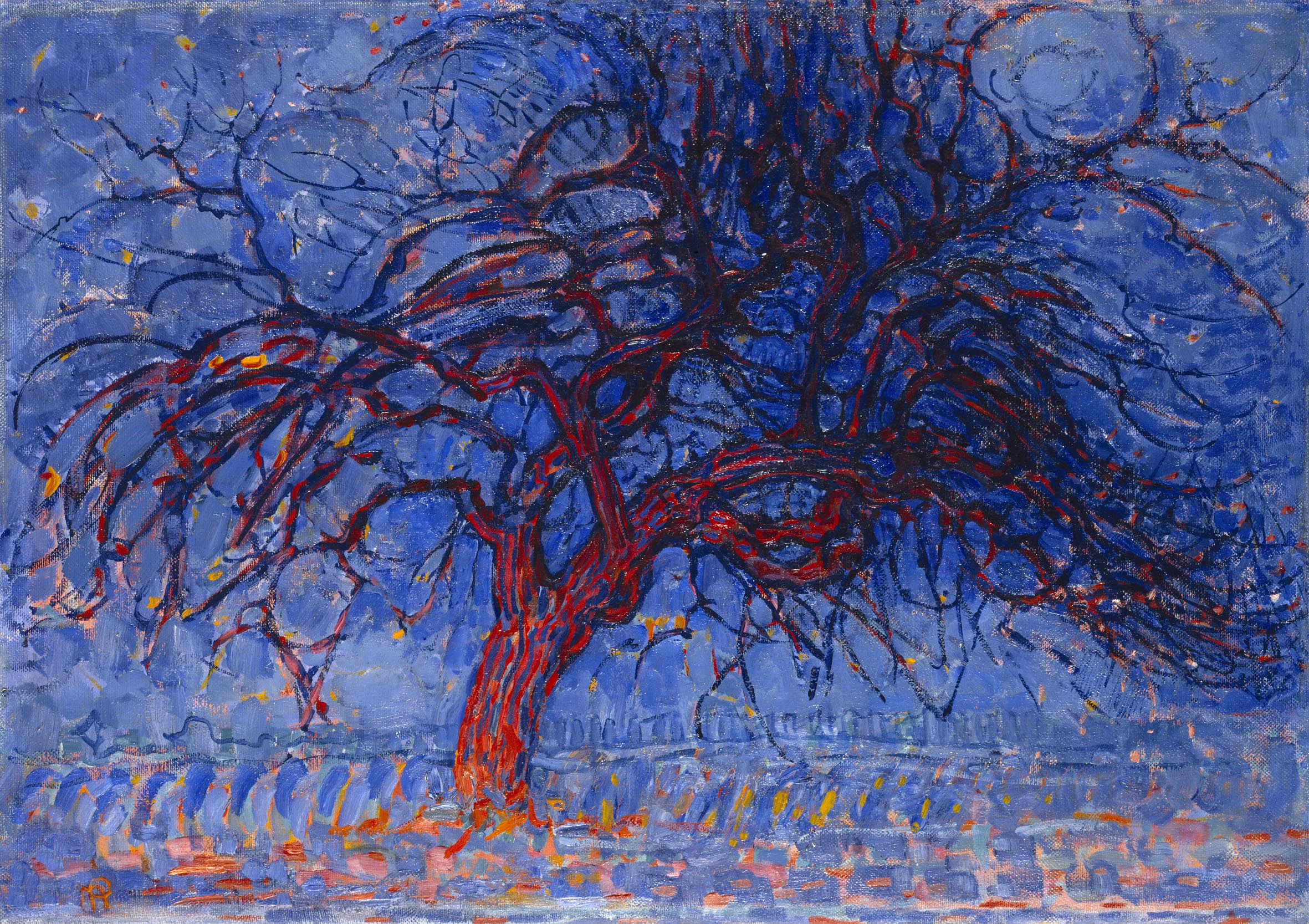
Det röda trädet, 1908.
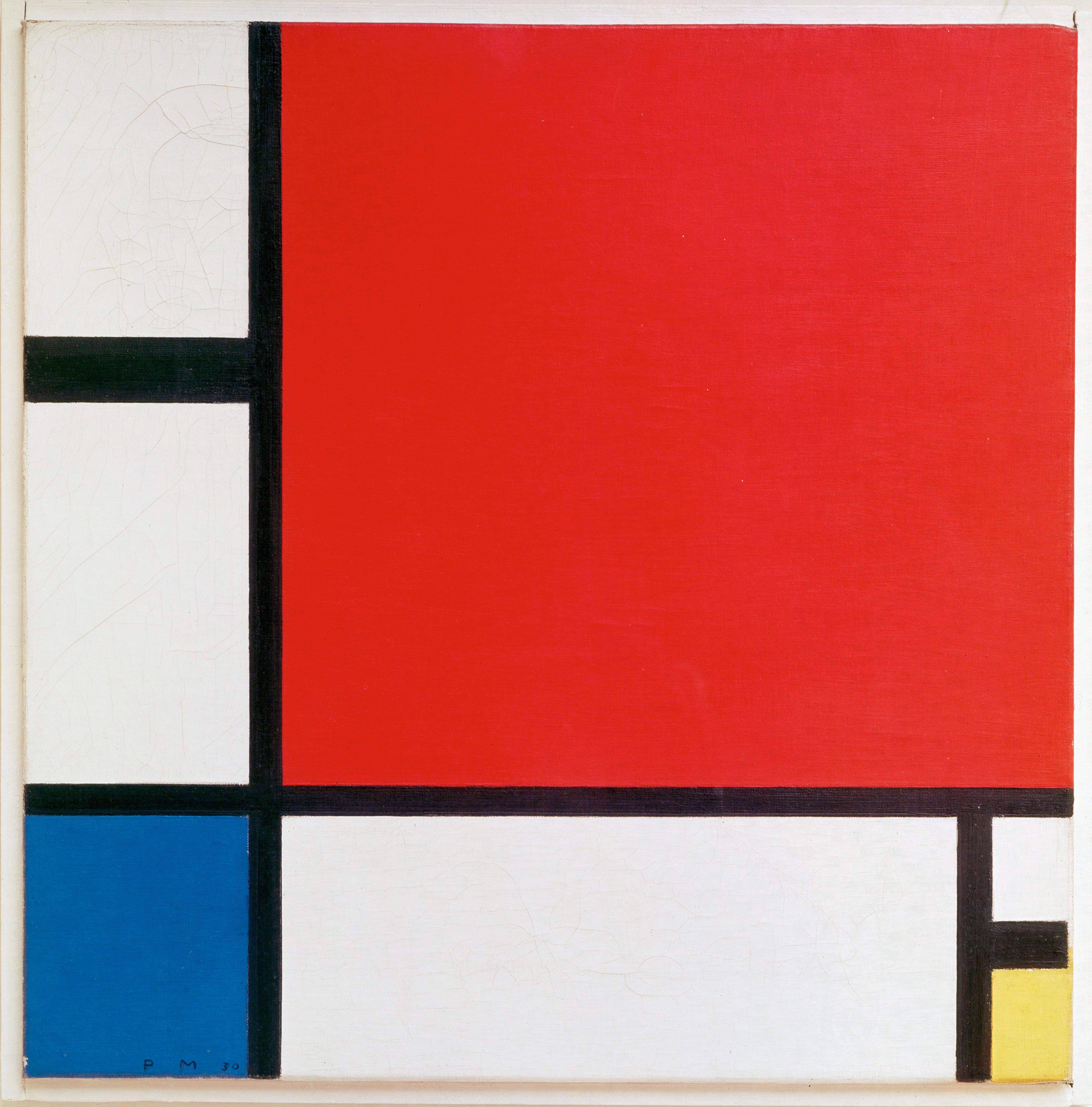
Komposition II i blått, rött och gult, 1930.
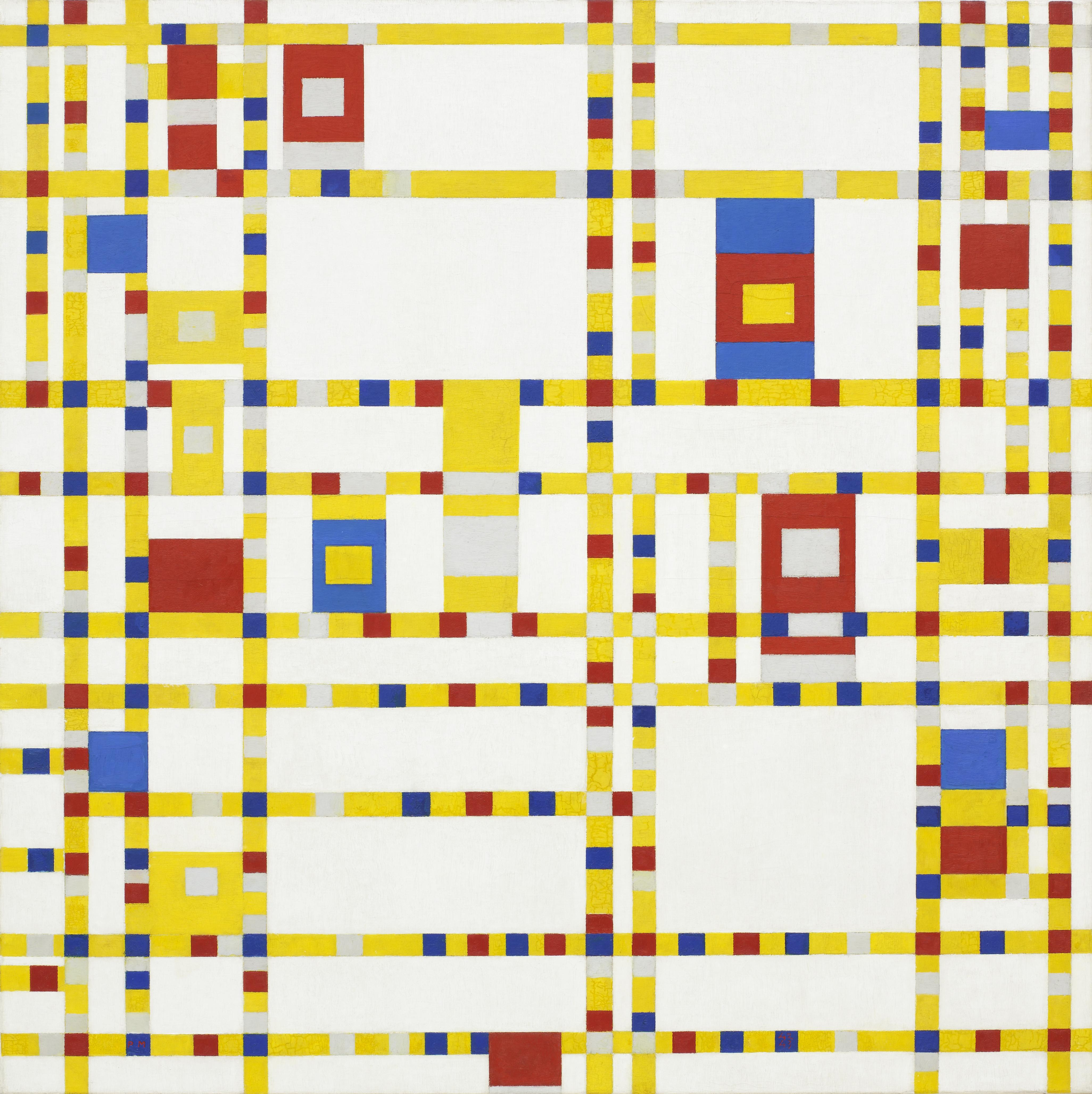
Broadway Boogie Woogie, 1942.